# Movistar Team/Saison 2019
Diese Liste beschreibt die Mannschaft und die Erfolge des Radsportteams Movistar Team in der Saison 2019.

## Erfolge in der UCI WorldTour
In den Rennen der Saison 2019 der UCI WorldTour gelangen die nachstehenden Erfolge.
| Datum             | Rennen                      | Sieger             |
| ----------------- | --------------------------- | ------------------ |
| 26. Februar       | 3. Etappe UAE Tour          | Alejandro Valverde |
| 14. Mai           | 4. Etappe Giro d’Italia     | Richard Carapaz    |
| 25. Mai           | 14. Etappe Giro d’Italia    | Richard Carapaz    |
| 11. Mai – 2. Juni | Gesamtwertung Giro d’Italia | Richard Carapaz    |
| 25. Juli          | 18. Etappe Tour de France   | Nairo Quintana     |
| 25. August        | 2. Etappe Vuelta a España   | Nairo Quintana     |
| 30. August        | 7. Etappe Vuelta a España   | Alejandro Valverde |

## Erfolge in der UCI America Tour
In den Rennen der Saison 2019 der UCI America Tour gelangen die nachstehenden Erfolge.
| Datum                   | Rennen                                        | Kat. | Sieger         |
| ----------------------- | --------------------------------------------- | ---- | -------------- |
| 1. Februar              | 5. Etappe Vuelta a San Juan Internacional     | 2.1  | Winner Anacona |
| 27. Januar – 3. Februar | Gesamtwertung Vuelta a San Juan Internacional | 2.1  | Winner Anacona |
| 17. Februar             | 6. Etappe Tour Colombia                       | 2.1  | Nairo Quintana |

## Erfolge in der UCI Europe Tour
In den Rennen der Saison 2019 der UCI Europe Tour gelangen die nachstehenden Erfolge.
| Datum        | Rennen                             | Kat. | Sieger             |
| ------------ | ---------------------------------- | ---- | ------------------ |
| 15. Februar  | 2. Etappe Tour La Provence         | 2.1  | Eduard Prades      |
| 28. März     | 2. Etappe Settimana Internazionale | 2.1  | Mikel Landa        |
| 14. April    | Klasika Primavera                  | 1.1  | Carlos Betancur    |
| 4. Mai       | 2. Etappe Vuelta a Asturias        | 2.1  | Richard Carapaz    |
| 3.–5. Mai    | Gesamtwertung Vuelta a Asturias    | 2.1  | Richard Carapaz    |
| 17.–19. Mai  | Gesamtwertung Aragon-Rundfahrt     | 2.1  | Eduard Prades      |
| 20. Juni     | 1. Etappe Route d’Occitanie        | 2.1  | Alejandro Valverde |
| 20.–23. Juni | Gesamtwertung Route d’Occitanie    | 2.1  | Alejandro Valverde |
| 7. Juli      | 1. Etappe Österreich-Rundfahrt     | 2.1  | Carlos Barbero     |
| 25. Juli     | Prueba Villafranca de Ordizia      | 1.1  | Rafael Valls       |

## Erfolge bei den Nationalen Straßen-Radsportmeisterschaften
In den Rennen zu den Nationalen Straßen-Radsportmeisterschaften 2019 gelangen die nachstehenden Erfolge.
| Datum    | Rennen                                  | Sieger             |
| -------- | --------------------------------------- | ------------------ |
| 30. Juni | Spanische Meisterschaft – Straßenrennen | Alejandro Valverde |

## Mannschaft
| Teamkader 2019                                             | Teamkader 2019     | Teamkader 2019 | Teamkader 2019                             |
| Name                                                       | Geburtsdatum       | Land           | Vorheriges Team                            |
| ---------------------------------------------------------- | ------------------ | -------------- | ------------------------------------------ |
| Andrey Amador                                              | 29. August 1986    | Costa Rica     | Lizarte (2008)                             |
| Winner Anacona                                             | 11. August 1988    | Kolumbien      | Lampre-Merida (2014)                       |
| Jorge Arcas                                                | 8. Juli 1992       | Spanien        | Lizarte (2015)                             |
| Carlos Barbero                                             | 29. April 1991     | Spanien        | Caja Rural-Seguros RGA (2016)              |
| Daniele Bennati                                            | 24. September 1980 | Italien        | Tinkoff (2016)                             |
| Carlos Betancur                                            | 13. Oktober 1989   | Kolumbien      | AG2R La Mondiale (2015)                    |
| Richard Carapaz                                            | 29. Mai 1993       | Ecuador        | Lizarte (2016)                             |
| Héctor Carretero                                           | 28. Mai 1995       | Spanien        | Lizarte (2016)                             |
| Jaime Castrillo                                            | 13. März 1996      | Spanien        | Lizarte (2017)                             |
| Imanol Erviti                                              | 15. November 1983  | Spanien        |                                            |
| Rubén Fernández                                            | 1. März 1991       | Spanien        | Caja Rural-Seguros RGA (2014)              |
| Mikel Landa                                                | 13. Dezember 1989  | Spanien        | Team Sky (2017)                            |
| Lluís Mas                                                  | 15. Oktober 1989   | Spanien        | Caja Rural-Seguros RGA (2018)              |
| Nélson Oliveira                                            | 6. März 1989       | Portugal       | Lampre-Merida (2015)                       |
| Antonio Pedrero                                            | 23. Oktober 1991   | Spanien        | Inteja-MMR Dominican cycling team (2015)   |
| Eduard Prades                                              | 9. August 1987     | Spanien        | Euskadi-Murias (2018)                      |
| Nairo Quintana                                             | 4. Februar 1990    | Kolumbien      | Colombia es Pasión-Café de Colombia (2011) |
| Jürgen Roelandts                                           | 2. Juli 1985       | Belgien        | BMC Racing Team (2018)                     |
| José Joaquín Rojas                                         | 8. Juni 1985       | Spanien        | Astana (2006)                              |
| Eduardo Sepúlveda                                          | 13. Juni 1991      | Argentinien    | Fortuneo-Oscaro (2017)                     |
| Marc Soler                                                 | 22. November 1993  | Spanien        | Lizarte-AD Galibier (2014)                 |
| Jasha Sütterlin                                            | 4. November 1992   | Deutschland    | Thüringer Energie Team (2013)              |
| Rafael Valls                                               | 25. Juni 1987      | Spanien        | Lotto-Soudal (2017)                        |
| Alejandro Valverde                                         | 25. April 1980     | Spanien        | Comunidad Valenciana-Kelme (2004)          |
| Carlos Verona                                              | 4. November 1992   | Spanien        | Mitchelton-Scott (2018)                    |
|                                                            |                    |                |                                            |
| Quellen: ProCyclingStats Cycling Quotient Cycling Archives |                    |                |                                            |